# Nersiànides
Els Nersiànides o prínceps Nersiani (en georgià ნერსიანი) foren els membres d'una família de prínceps georgians de l'alta Edat Mitjana.
Els prínceps de la família Nersiani, que Cyril Toumanoff designa pel neologisme de « Nersiànides », foren una família feudal de la Geòrgia medieval de la qual l'ancestre mític fou Narses que apareix a l'època del regnat de Vakhtang I Cap de Llop rei d'Ibèria
Són coneguts al segle VII com ducs de l'Alt Kartli (Xida Kartli), i dos d'entre ells, Adarnases i el seu fill Narses, van accedir al rang de Príncep-Primat d'Ibèria (erismtavari) entre 748 i 780. Adarnases III d'Ibèria, que fou vassall de l'Imperi Romà d'Orient, va rebre l'elevada dignitat de curopalata.
Aquesta família va emparentar amb els Guaràmides, i la filla de Adarnases es va casar amb Guaram IV d'Ibèria, príncep de Javakètia-Calarzene i fill de Guaram III d'Ibèria. El segon Príncep-Primat de la família dels Nersiani, Narses, que fou igualment vassall de l'Imperi Romà d'Orient fins al 772, fou deposat pels ocupants àrabs l'any 775; el títol de Príncep-Primat va passar al seu nebot Esteve III d'Ibèria, príncep de Javakètia-Calarzène, de la família dels guaràmides.